# Token (generator kodów)

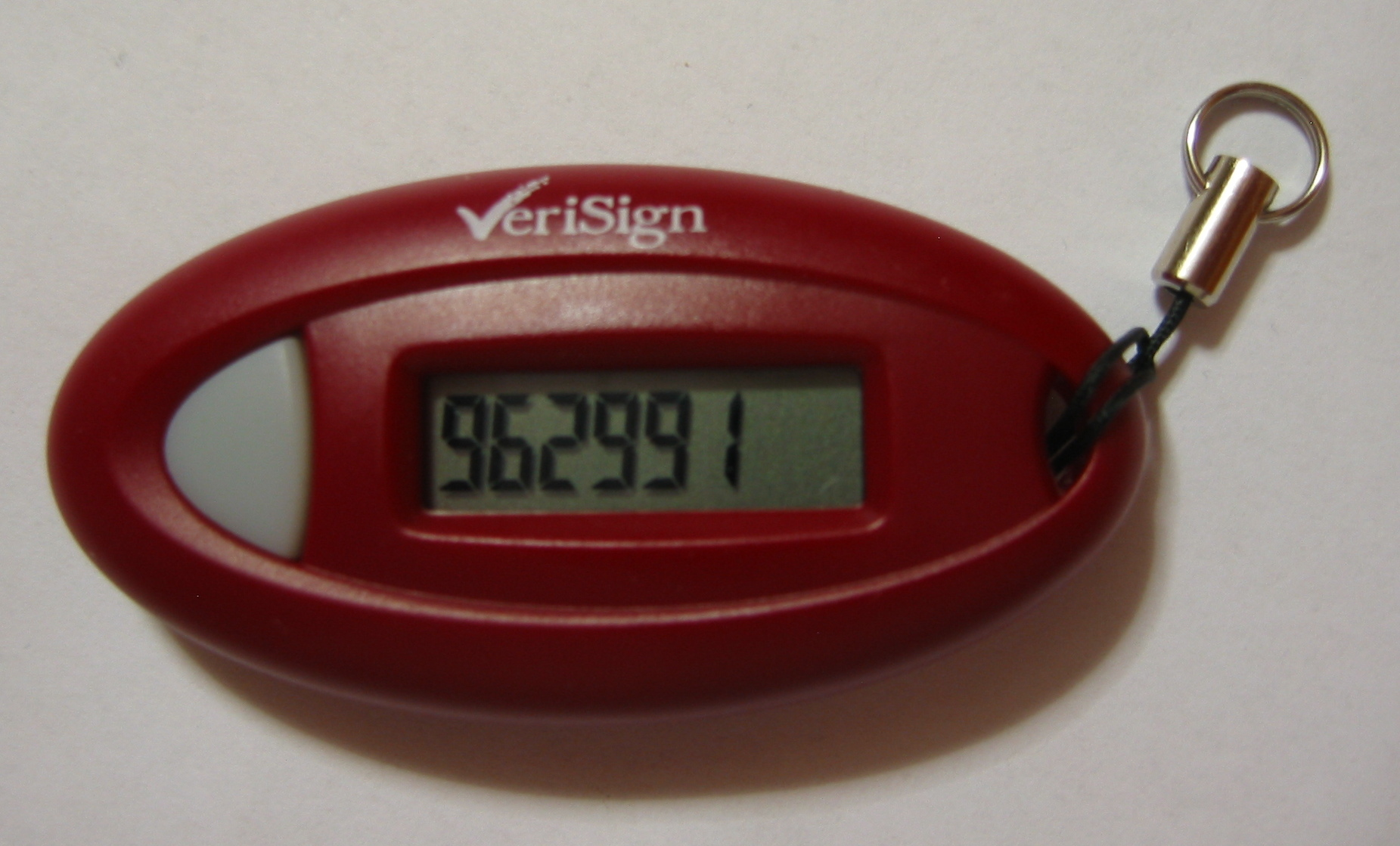
Token typu OTP

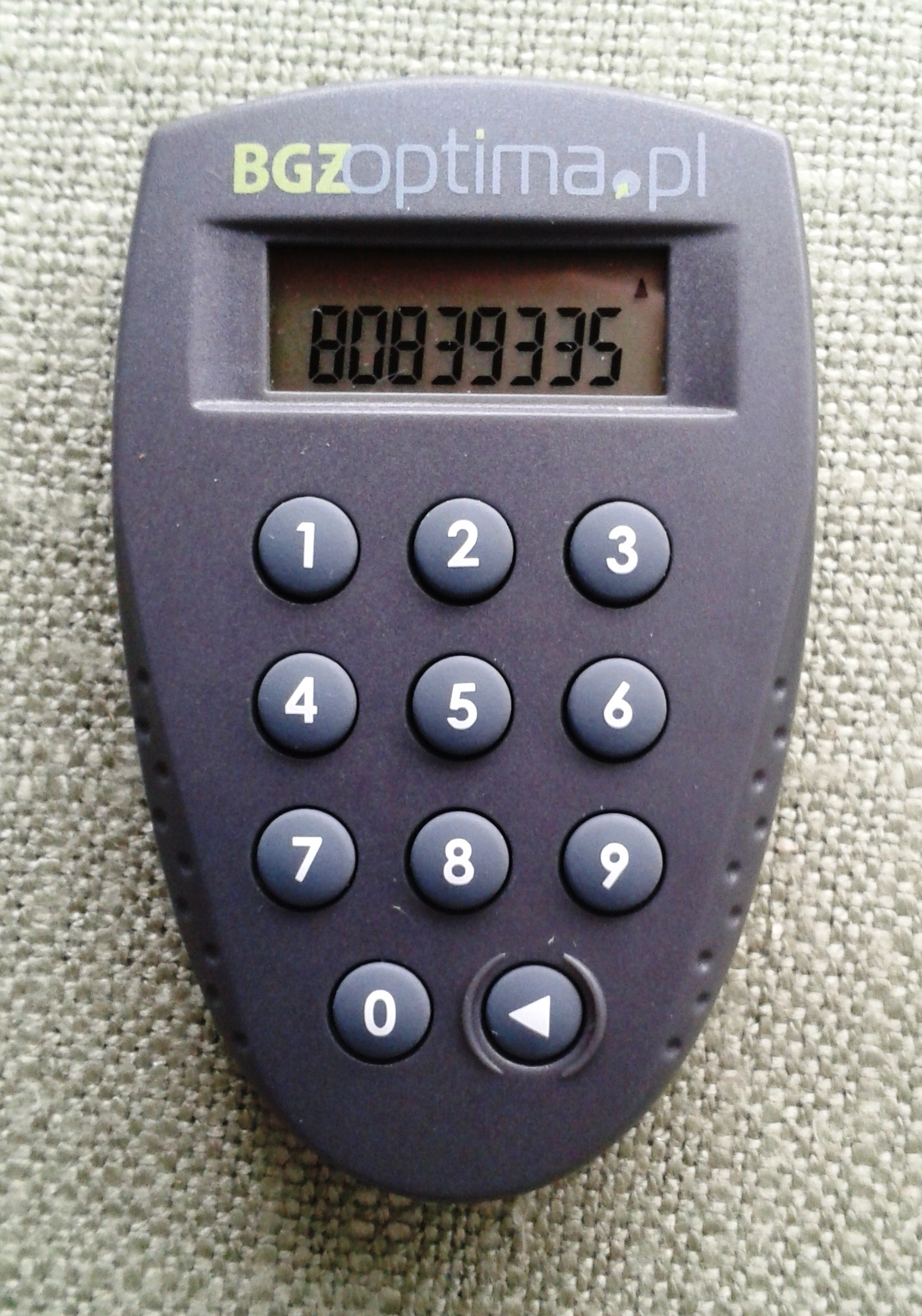
Token typu Challenge-response Vasco Digipass 250

Token – generator kodów jednorazowych – urządzenie elektroniczne służące do uwierzytelniania transakcji internetowych, najczęściej bankowych. Jego działanie polega na generowaniu ciągów cyfr za pomocą funkcji jednokierunkowej wykorzystującej dwa parametry – jeden stały dla konkretnego egzemplarza urządzenia, drugi zmienny – wprowadzany za pomocą klawiatury, wczytywany z ekranu monitora, bądź generowany na podstawie czasu. Tokeny występują w formie generatorów haseł jednorazowych (One Time Password – OTP) oraz bardziej zaawansowanej wyzwanie-odpowiedź (Challenge-response). Tokeny OTP wyświetlają kod zmieniany zwykle co 60 sekund i nie posiadają przycisku lub posiadają tylko jeden przycisk wywołujący wyświetlenie kodu, natomiast tokeny Challenge-response przypominają niewielkie kalkulatory i zazwyczaj są chronione kodem PIN. Rozwinięciem tokenów Challenge-response są czytniki kart obliczające kody na podstawie klucza zapisanego na mikroprocesorze karty płatniczej. Najnowszym rozwiązaniem są jednak tokeny OTP oraz Challenge-response wbudowane w kartę formatu karty płatniczej (może to być zarówno karta Visa lub Mastercard z wbudowanym tokenem, jak i oddzielny token służący jedynie do uwierzytelnienia).
Ze względu na stosunkowo wysoką cenę tokena pojawia się tendencja do zastępowania go kartą kodów jednorazowych lub hasłami SMS. Urządzenie może też być zastąpione przez telefon komórkowy używający dedykowanej aplikacji spełniającej funkcję generatora haseł.
Termin „token” (z ang.) dosłownie znaczy symbol, znacznik, bywa też tłumaczony jako żeton.